# European Union Public Licence
Die Open-Source-Lizenz für die Europäische Union (englisch European Union Public Licence, EUPL) ist eine von der Europäischen Union herausgegebene Copyleft-Lizenz für die Lizenzierung freier Software. Sie ist ausdrücklich zur GPLv2 kompatibel, wurde aber an europäisches Recht angepasst und seit Januar 2008 in die 22 Sprachen der Mitgliedstaaten der EU übersetzt.
Die erste Ausgabe (1.0) wurde am 9. Januar 2007 genehmigt. Die jüngste Ausgabe ist Version 1.2 und wurde von der Europäischen Kommission am 18. Mai 2017 freigegeben. Die Lizenz ist in 22 (EUPL 1.1) beziehungsweise 23 (EUPL 1.2) der Amtssprachen der Europäischen Union erhältlich. Alle Sprachfassungen gelten gleichermaßen. Seit März 2009 ist die EUPL v.1.1 OSI-zertifiziert. 2021 wurde die EUPL als Standard-Open Source-Lizenz für quelloffene Software der europäischen Kommission festgelegt.
Diese Lizenz sollte ursprünglich für den Vertrieb von Software im Rahmen des IDABC-Programms (Interoperable Delivery of European eGovernment Services to public Administrations, Businesses and Citizens) verwendet werden, wobei sie (aufgrund ihres generischen Anwendungsbereiches) auch für den Einsatz durch Software-Entwickler geeignet ist. Ihr Hauptziel ist die Konzentration auf die Konsistenz mit dem Urheberrecht in den 27 Mitgliedstaaten der Europäischen Union und gleichzeitig die Kompatibilität mit gängigen Open-Source-Software-Lizenzen wie der GNU General Public License. Die ersten erwähnten IDABC-Software-Pakete sind die CIRCA Groupware, IPM und die eLink G2G, G2C, G2B Spezifikation Software. Seit der Eröffnung des European Open Source Observatory und Repository im Oktober 2008 wurde eine Reihe von Software vor allem von den europäischen Behörden unter der EUPL angemeldet. Ende August 2010 zählte der Informationsdienst OSOR 49 Projekte auf SourceForge und weitere 50 Projekte im eigenen Hostingportal Forge OSOR (heute JOINUP.eu), die unter dieser Lizenz veröffentlicht wurden.

## Vergleich mit anderen Open-Source-Lizenzen
Die Lizenz ist nach Angaben der Europäischen Union die erste von einem internationalen Gremium freigegebene Open-Source-Lizenz. Ein Ziel dieser Lizenz ist es, eine Open-Source-Lizenz in den Amtssprachen der Europäischen Union bereitzustellen. Gleichzeitig soll sie sicherstellen, dass die bestehenden Urheberrechtsgesetze der einzelnen 27 Mitgliedstaaten der Europäischen Union berücksichtigt werden. Die Europäische Union möchte auch echte oder vermeintliche Rechtsunsicherheiten zerstreuen, wie sie zum Beispiel bei anderen Open-Source-Lizenzen wie der GNU General Public License bestehen, indem eine Software-Lizenz unter Berücksichtigung des Rechts der Europäischen Union erstellt wird. Daher wurde die Lizenz unter Berücksichtigung anderer Open-Source-Lizenzen entwickelt. Insbesondere wird ermöglicht, die betreffenden Werke unter den folgenden Lizenzen zusätzlich freizugeben:
- GNU General Public License (GPL) v. 2 & v. 3
- Open Software License (OSL) v. 2.1, v. 3.0
- Common Public License v. 1.0
- Eclipse Public License v. 1.0
- CeCILL v. 2.0 & 2.1
- GNU Affero General Public License (AGPL)
- Mozilla Public License (MPL)
- GNU Lesser General Public License (LGPL)
- LiLIQ-R & R+

## Philosophie
In einem im November 2023 zur Diskussion gestellten Artikel „The seven pillars of wisdom“, der im Rahmen der Verabschiedung der Gesetz für ein interoperables Europa (Interoperable Europe Act) veröffentlicht wurde, gibt der Autor von EUPL-1.2 einige Erläuterungen zu den Leitprinzipien des EUPL-Textes. Hervorgehoben wird insbesondere die breite Anwendbarkeit der Lizenz, die nicht nur auf Programmcode beschränkt ist, sowie das Verhindern gängiger Appropriationsmethoden wie die Nutzung von Open Source als SaaS bei Nichtveröffentlichung weiterbearbeiteten Sourcecodes. Die EUPL schließe hingegen das „Bereitstellen der Funktionalitäten“ explizit in die Kriterien zur verpflichtenden Wiederveröffentlichung der Quellen ein. Dabei bleibe sie kürzer und klarer als vergleichbare OS-Lizenzen.
Die Europäische Kommission stellt EUPL-Richtlinien zur Verfügung.

## Mögliche Upgrades
Die EUPL räumt der Europäischen Kommission das Recht ein, andere Sprachversionen und neue Versionen der EUPL zu veröffentlichen, soweit dies erforderlich und zumutbar ist, ohne die Tragweite der Rechte unter der Lizenz zu verkürzen. Zukünftige Upgrades werden nicht automatisch anwendbar, wenn eine Software unter der EUPL 1.1 freigegeben worden ist. Neue Bestimmungen sollen Schlupflöcher schließen und alternative Nutzungsmöglichkeiten eröffnen.

## Anwendungsbeispiele
- WollMux: eine im Rahmen des Münchner Linux-Migrationsprojektes LiMux entwickelte Software zur Verwaltung von Vorlagen- und Formulardokumenten der Stadtverwaltung.
- PortableSigner: ein von Peter Pfläging geschriebenes Programm zum Signieren von PDF-Dateien.[8]
- Pi-Hole: eine Linux-basierte Software, um einen DNS-Server zu betreiben, welcher es ermöglicht, Werbung oder andere unerwünschte Seiten netzwerkweit zu blockieren.
- Die Referenzimplementierungen der Bibliotheken zur Nutzung des Deutschen Verwaltungsdiensteverzeichnisses sowie des Online Services Computer Interface.
- die iOS- und Android-Apps der gematik für das E-Rezept.[9][10]
- Die Videokonferenzlösung OpenTalk,[11] die unter anderem auf OpenCode veröffentlicht wurde.[12]